# Ebusus (bướm nhảy)
Ebusus là một chi bướm ngày thuộc họ Bướm nâu.